# 第十二号海防艦
第十二号海防艦（だいじゅうにごうかいぼうかん）は、日本海軍の海防艦。第二号型海防艦（丁型）の6番艦。太平洋戦争を生き延び、戦後は掃海に従事した。

## 艦歴

### 計画-竣工-練成
マル戦計画の海防艦丁、第2701号艦型の6番艦、仮称艦名第2706号艦として計画。1943年10月5日、横須賀海軍工廠で仮称艦名第2701号艦、同第2702号艦、同第2703号艦、同第2707号艦、同第2708号艦と同時に起工。12月22日、第十二号海防艦と命名されて第二号型海防艦の6番艦に定められ、本籍を呉鎮守府と仮定。
1944年1月15日、第6号海防艦と同日に進水し、本籍を呉鎮守府に定められる。3月22日竣工し、艤装員事務所を撤去。役務を呉鎮守府警備海防艦に定められ、呉防備戦隊に編入。基礎実力練成教育に従事。

### 1944年4月-6月 内南洋方面護衛
1944年4月12日、海上護衛総司令部第一海上護衛隊に編入。21日、横須賀鎮守府作戦指揮下に編入。同日呉発。23日、横須賀着。軍隊区分海上護衛総部隊横須賀鎮守府海上護衛部隊乙直接護衛部隊に配置。28日、東松七号船団（15隻）を護衛して東京湾発。5月6日、サイパン着。
5月8日、3隻を護衛してパラオへ向けサイパンを出港し、18日には浅香丸船団（4隻）を護衛してパラオを出港した。28日、濱江丸船団（2隻）を第20号掃海艇らと護衛してグアムへ向けサイパン発、同日グアム着。29日、ばたびや丸船団（2隻）を護衛しグアム発、同日サイパン着。28日から29日の護衛で、本艦の水中探信儀が故障した。31日、4530船団（8隻）を護衛し横須賀へ向けサイパン発。
4530船団は6月2日に千代丸、4日には白山丸が被雷沈没し本艦は爆雷戦を行う。8日、横須賀着。9日、軍隊区分乙直接護衛部隊から除かれ、軍隊区分甲直接護衛部隊に配置。横須賀到着後は修理訓練等、戦備作業を行う。19日、連合艦隊作戦指揮下に編入。24日、連合艦隊作戦指揮を解かれて横須賀鎮守府作戦指揮下に復帰。軍隊区分甲直接護衛部隊に配置。28日、父島沖対潜掃蕩のため長浦発。

### 1944年7月-1945年1月 父島方面護衛
1944年7月2日、父島沖に到着し対潜掃蕩を行う。5日、長浦に帰着。10日、3710船団（父島向け3隻、硫黄島向け3隻、計6隻）を護衛して横須賀発。12日、船団は二手に分かれたが、本艦は父島向け3隻の護衛を続け、14日父島着。16日、4716船団（3隻）を護衛して横須賀へ向け父島発。18日、横須賀鎮守府に編入され、役務を呉鎮守府警備海防艦に定められる。19日、長浦着。25日、軍隊区分乙直接護衛部隊に配置。29日、3729船団（6隻）を護衛して硫黄島へ向け館山発。

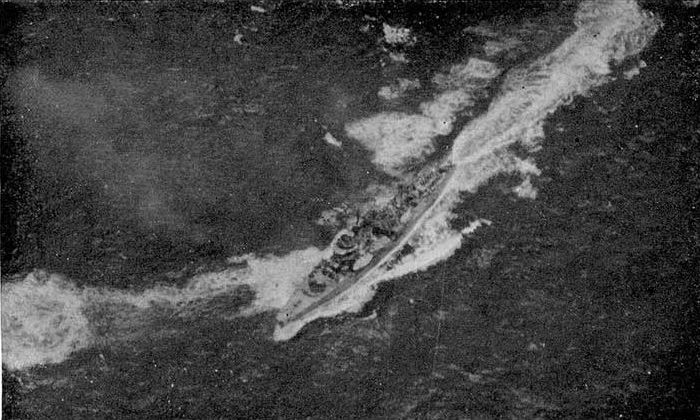
空襲下の第4号海防艦または第12号海防艦（1944年8月4日、父島沖）

8月2日、硫黄島着。4日、復航の4804船団（5隻）を護衛して硫黄島発。同日、父島南方でスカベンジャー作戦のため来攻したアメリカ艦上機の攻撃やアメリカ海軍水上部隊との交戦により船団は全滅した。護衛艦艇は7日までに東京湾に帰投した。10日、軍隊区分甲直接護衛部隊に配置。15日、3815船団（2隻）護衛して母島へ向け館山発。21日、母島着。23日、復航船団を護衛して母島発。27日、横須賀着。
9月6日、3905甲船団（2隻）を護衛して父島へ向け館山発。同日、父島北西でアメリカ潜水艦の攻撃を受けて船団は全滅した。本艦も損傷し、14日横須賀に帰投後24日まで横須賀海軍工廠で修理を行った。24日、3923船団（3隻）を護衛して父島へ向け横須賀発。29日父島着。30日、復航4930船団（2隻）を護衛して横須賀へ向け父島発。10月3日、横須賀に帰投。
10月4日から24日まで、横須賀海軍工廠で修理と整備を行う。24日、館山へ回航。25日、3024船団（父島向け1隻、母島向け1隻、計2隻）を護衛して館山発。本艦は母島向け船団を護衛して分離。29日母島着。30日、復航4030船団（1隻）を護衛して母島発。
11月2日、下田に仮泊。その後浦賀、次いで横須賀へ回航。16日、敵潜掃蕩隊が編成され、本艦は第44号駆潜艇、第51号駆潜艇とともに第一小隊に配置され、掃蕩隊指揮官を第12号海防艦長に指定される。同日、鳥島沖の担任海域へ向け出撃。対潜掃蕩中の22日未明、対潜掃蕩を中止し隠岐の救難に向かう。本艦は23日朝に隠岐と会合し、第4号海防艦らの護衛を受け、隠岐を曳航して横須賀へ向かう。25日、横須賀に帰投。同日、横須賀防備戦隊の旗艦に指定される。横須賀帰投後、12月9日まで横須賀海軍工廠で訓令工事を実施。
12月12日、3209船団（4隻）護衛のため横須賀発。東京湾口で船団と合同し父島へ向かう。16日、父島着。17日、復航4217船団（3隻）を護衛して横浜へ向け父島発。22日、横須賀に帰着。27日、3226船団（4隻）を護衛して父島へ向け横須賀発。31日、父島着。
1945年1月1日、復航4101船団（4隻）を護衛して父島発。6日、館山に帰着し横須賀へ回航。16日、3115船団（4隻）を護衛して父島へ向け館山発。19日、父島着。20日、復航4119船団（2隻）を護衛して館山へ向け父島発。22日、館山に帰着。以後、2月25日までの行動は不明。

### 1945年2月以降 第一護衛艦隊/第百五戦隊
1945年2月26日、第一護衛艦隊作戦指揮下に編入。27日、特務艦宗谷を護衛して室蘭へ向け横須賀発。3月2日、室蘭着。
3月3日、横須賀へ向け室蘭発。5日、第一護衛艦隊に編入。11日横須賀を出港し、14日門司着。本艦は門司でヒ船団の編成を待ったが、16日には爾後のヒ船団の発航は全て取りやめとなり、本艦は潜水艦撃滅を目的としたAS3作戦に参加することとなった。本艦は軍隊区分第一哨戒部隊に配され、18日に門司を出撃。23日対馬豆酘泊地に到着し、以後同島を中心として壱岐-対馬間で4月12日までAS3作戦に従事。
4月12日、AS3作戦部隊から除かれる。14日、舞鶴鎮守府作戦指揮下に編入。軍隊区分舞鶴鎮守府海面防備部隊に配置。隠岐、山陰地方、能登半島近傍で行動。
5月5日、舞鶴鎮守府第百五戦隊に編入。14日、舞鶴海軍工廠での修理を終了。5月中は宮津湾で警泊。6月以降は日本海、北海道方面の護衛と対潜掃蕩に従事。

### 戦後 掃海
終戦時は船川に所在。1945年8月25日、呉鎮守府第一予備海防艦に定められる。戦後は掃海に従事。11月30日、海軍省の廃止に伴い除籍。
12月1日、第二復員省の開庁に伴い、佐世保地方復員局所管の掃海艦に定められる。20日、艦名を海第十二号と呼称。
1946年7月1日、掃海艦の定めを解かれる。8月1日、佐世保地方復員局所管の特別輸送艦に定められる。同日付で特別保管艦に指定され、佐世保特別保管艦艇第八保管群に配される。
1947年9月5日、海第十二号は特別輸送艦の定めを解かれ、アメリカに対する第三次賠償艦として佐世保でアメリカに引き渡された。9月10日から佐世保船舶工業で解体を開始し、11月30日に解体を終了した。

## 第十二号海防艦長/海第十二号艦長
艤装員長
1. 石川六雄 少佐：1944年2月15日 - 1944年3月22日

海防艦長/艦長
1. 石川六雄 少佐：海防艦長 1944年3月22日 - 1945年2月13日
2. 松岡宆 大尉/第二復員官/第二復員事務官：1945年2月13日 - 艦長 1945年12月20日 - 1946年4月20日
3. 菅野喜一郎 第二復員事務官/復員事務官：1946年4月20日 - 1946年7月1日[注釈 8]
4. 坂元道二 復員事務官：1947年8月5日 - 1947年9月5日[注釈 8]